# Острівна казка
Острівна казка (тур. Ada Masalı)— турецький драматичний і романтичний комедійний телесеріал 2021 року, створений компанією Ay Yapım. В головних ролях — Айча Айшин Туран, Альп Навруз.
Перша серія вийшла в ефір 5 червня 2021 року.
Серіал має 1 сезон. Завершився 25-м епізодом, який вийшов у ефір 11 грудня 2021 року.
Режисер серіалу — Алі Білгін.
Сценарист серіалу — Єльда Ероглу.

## Сюжет
Хазіран приїжджає на острів, щоб купити ділянку землі під забудову п'ятизіркового готелю. Однак власник землі, Пойраз, не має наміру продавати її ні за які гроші. Глава мережі готелів пропонує Хазіран умовити Пойраза продати ділянку.

## Актори та ролі
| Актор            | Роль                   | Серії |
| ---------------- | ---------------------- | ----- |
| Айча Айшин Туран | Хазіран Седефлі Озгур  | 1-25  |
| Альп Навруз      | Пойраз Алі Озгур       | 1-25  |
| Ніхан Буюкагач   | Сельма Гекнар Кахраман | 1-25  |
| Бюлент Чолак     | Гьоркем                | 1-25  |
| Бедія Енер       | Аліє Озгур             | 1-25  |
| Іпек Тенолчай    | Зейнеп Гокнар Саглам   | 1-25  |
| Ілкай Акдаглі    | Мер Латіф Саглам       | 1-25  |
| Рамі Нарін       | Альпер Булут           | 1-25  |
| Озге Деміртель   | Біріджик Атакан        | 1-25  |
| Мерве Нур Бенгі  | Меліса Айен Булут      | 1-25  |
| Фатіх Юджебаг    | Садик                  | 1-25  |

## Огляд
| Сезон | Епізоди | Епізоди | Оригінальний показ | Оригінальний показ | Оригінальний показ |
| Сезон | Епізоди | Епізоди | Перший показ       | Останній показ     | Мережа             |
| ----- | ------- | ------- | ------------------ | ------------------ | ------------------ |
| 1     | 25      | 25      | 5 червня 2021      | 11 грудня 2021     | Star TV            |

## Рейтинги серій

### 1 сезон (2021)
| Bölüm             | Рейтинг (TOTAL) | Рейтинг (AB) | Рейтинг (ABC1) |
| ----------------- | --------------- | ------------ | -------------- |
| 1. серія          | 3.20            | 2.25         | 3.48           |
| 2. серія          | 4.11            | 3.27         | 4.24           |
| 3. серія          | 3.84            | 3.61         | 3.89           |
| 4. серія          | 3.40            | 2.32         | 3.20           |
| 5. серія          | 2.65            | 1.69         | 2.48           |
| 6. серія          | 2.84            | 2.50         | 2.60           |
| 7. серія          | 2.10            | 1.75         | 1.94           |
| 8. серія          | 2.57            | 1.76         | 2.08           |
| 9. серія          | 2.89            | 1.78         | 2.35           |
| 10. серія         | 2.55            | 2.51         | 2.92           |
| 11. серія         | 2.34            | 1.78         | 2.14           |
| 12. серія         | 2.30            | 1.73         | 2.08           |
| 13. серія         | 2.20            | 1.17         | 1.81           |
| 14. серія         | 2.20            | 1.73         | 2.03           |
| 15. серія         | 1.98            | 1.43         | 1.67           |
| 16. серія         | 2.19            | 1.52         | 1.98           |
| 17. серія         | 1.82            | 1.69         | 1.68           |
| 18. серія         | 2.06            | 1.45         | 1.93           |
| 19. серія         | 1.97            | 0.96         | 1.39           |
| 20. серія         | 1.46            | 0.97         | 0.99           |
| 21. серія         | 1.65            | 1.47         | 1.45           |
| 22. серія         | 1.42            | 0.99         | 1.05           |
| 23. серія         | 1.18            | 0.68         | 1.01           |
| 24. серія         | 1.45            | 0.52         | 0.94           |
| 25. серія (фінал) | 0.90            | 0.77         | 0.75           |

## Нагороди
Серіал був номінований на п'ять нагород премії «Золотий метелик». .
| Рік      | премія                       | Категорія                            | Кандидат                       | Примітка  |
| -------- | ---------------------------- | ------------------------------------ | ------------------------------ | --------- |
| 2021 рік | 47. Премія «Золотий метелик» | Кращий романтичний комедійний серіал | Острівна казка                 | Номінація |
| 2021 рік | 47. Премія «Золотий метелик» | Найкраща акторка романтичної комедії | Айча Айшин Туран               | Перемога  |
| 2021 рік | 47. Премія «Золотий метелик» | Кращий актор романтичної комедії     | Альп Навруз                    | Номінація |
| 2021 рік | 47. Премія «Золотий метелик» | Найкраща пара                        | Айча Айшин Туран і Альп Навруз | Номінація |
| 2021 рік | 47. Премія «Золотий метелик» | Найкраща музика                      | Джем Огет                      | Номінація |